# Iraki dinár
A dinár Irak hivatalos pénzneme.

## Történelem
Az ország pénzneme az első világháború idején bekövetkezett brit megszállás óta a brit indiai rúpia volt. A dinárt 1932-ben vezették be a brit indiai rúpia helyébe 1 dinár = 13⅓ rúpia átváltási aránnyal. A dinár árfolyamát 1959-ig 1:1 arányban a brit font sterlinghez kötötték, ezután pedig – értékének megváltoztatása nélkül – az amerikai dollárhoz, 1:2,8 arányban. Mivel a dinár nem követte a dollár 1971-es és 1973-as leértékelését, az arány 1:3,3778-ra erősödött, ami a dinár 5%-os leértékelése után 1:3,2169-ra változott. Ez a hivatalos rögzített árfolyam egészen az öbölháborúig fennállt, habár beszámolók szerint 1989-ben a feketepiaci árfolyam ennek öt-hatszorosa körül mozgott (3 dinár = 1 dollár). A legnagyobb címlet a háború kitörésekor a 25 dináros volt. (Ezen évtizedekben használatos címletek: 5; 10; 25, 50, 100 filszes érmék, 250 filsz (negyed dináros); 500 filsz (fél dináros); 1; 2; 5; 10 és 25 dináros bankjegyek). 
Az öbölháborút (1991.) követő embargó következtében sajátos helyzet alakult ki. A bankjegyeket a háború előtt (svájci nyomólemezekkel) Nagy-Britanniában gyártották, a háború utáni embargó miatt azonban ez a lehetőség megszűnt, így helyileg, illetve Kínában készültek a bankjegyek. Az új bankjegyek silány minőségűek voltak: síknyomásos eljárással készültek hagyományos (nem pedig biztonsági) papírra. A bankjegyhamisítás elharapódzott, a hamisítványok nem ritkán jobb kivitelűek voltak, mint az eredetiek. Az öbölháború következtében az ország északi részén elterülő, autonóm Iraki Kurdisztán a háborút követően gyakorlatilag (de facto) függetlenné vált, habár függetlenségét sosem kiáltotta ki. Itt az új, gyenge minőségű bankjegyeket nem fogadták el, hanem az addigra Irak többi részében forgalomból kivont régi papírpénzeket használták tovább. A két pénzrendszer árfolyama hamarosan eltávolodott egymástól, ezzel lényegében új pénznem jött létre, melyet iraki svájci dinár néven emlegettek a gyártás helyére utalva. Ennek a valutának se központi bankja, se hivatalos árfolyama, se bármiféle garancia az értékére (arany- vagy valutatartalék) nem volt; mivel azonban új pénzeket se nyomtattak, értékéből nem vesztett, sőt a bankjegyek kopása miatt inkább enyhe defláció volt jellemző.
Eközben a központi hatalom által irányított nemkurd területeken fokozódott a bankjegykibocsátás és ezzel együtt az infláció, de a címletek mindezzel nem tartottak lépést. A második öbölháború idejére az iraki dinár értéke az 1990 előtti ezredére zsugorodott, a legnagyobb címlet azonban csak 250 dináros volt. Kibocsátottak ugyan 2002-ben egy tízezres címletet „nagyobb összegek kifizetésére és bankközi tranzakciók” céljából, azonban a fosztogatások veszélye miatt nem fogadta szívesen a lakosság. A 250 dinár alatti címletek viszont annyira csekély értékűek voltak, hogy teljesen kiestek a használatból. A háborút megelőző időkben a mindennapi készpénzforgalmat lényegében egyetlen címlettel, 250 dinárosok kötegeivel bonyolították le.
A második öbölháború és a Szaddám Huszein-vezette hatalom félreállítása után az amerikai és vele szövetséges megszállók támogatta átmeneti kormány új, korszerű iraki dinár érméket és bankjegyeket hozott forgalomba. Az új pénzt a központi területeken forgalomban lévő dinár értékén vezették be, a kurd területeken 1 iraki svájci dinárt 150 iraki dinárra váltottak. Az új pénz bevezetése gyors felértékelődéshez vezetett, a korábbi 1 dollár = 4000 dinár körüliről 1 dollár = 980 dinárra, végül 1 dollár = 1170 dinár arányban rögzítették azt. Ettől a feketepiaci árfolyam sem tért el lényegesen (1 dollár = kb. 1200 dinár). A bevezetett legnagyobb címlet a huszonötezer dináros volt, amely mintegy 21 amerikai dollárt ért. A nagy címletek miatt szóba került az iraki dinár redenominációja (újracímletezése) is. A magas infláció miatt elértéktelenedett pénznemet végül 2013 júliusában címletezték újra.

## Bankjegyek

### 2003-as sorozat
| Érték        | Szín     | Leírás                        | Leírás                                       | Dátumok    | Dátumok           |
| Érték        | Szín     | Előlap                        | Hátlap                                       | kibocsátás | visszavonás       |
| ------------ | -------- | ----------------------------- | -------------------------------------------- | ---------- | ----------------- |
| 50 dinár     | bíbor    | gabonasiló Bászrában          | Pálma                                        | 2003       | 2015. április 30. |
| 250 dinár    | Kék      | Csillagmagasságmérő           | Szamarra minaretje                           | 2003       | forgalomban       |
| 500 dinár    | zöld     | Ducan Dam on the Al Zab river | Assyrian carving of a winged bull            | 2003       | forgalomban       |
| 1000 dinár   | Barna    | Aranydénár                    | Mustansiriya University, Bagdad              | 2003       | forgalomban       |
| 5000 dinár   | sötétkék | Geli Ali Beg vízesés          | Al-Ukhether sivatagi erőd                    | 2003       | forgalomban       |
| 10 000 dinár | zöld     | Abu Ali Hasan Ibn al-Haitham  | Hadba Minaret és a Nagy Nurid Mecset, Moszul | 2003       | forgalomban       |
| 25 000 dinár | vörös    | kurd paraszt                  | Hammurapi törvénye                           | 2003       | forgalomban       |

### 2013-as sorozat
| Előlap | Hátlap | névérték     | méret       | Szín        | Leírás                                     | Leírás                                          | Dátumok            | Dátumok     |
| Előlap | Hátlap | névérték     | méret       | Szín        | Előlap                                     | Hátlap                                          | kibocsátás         | visszavonás |
| ------ | ------ | ------------ | ----------- | ----------- | ------------------------------------------ | ----------------------------------------------- | ------------------ | ----------- |
|        |        | 10 000 dinár | 170 x 78 mm | zöld        | Dzsavad Szalim bagdadi Szabadság-emlékműve | al-Hadba minaretje, a moszuli Nur al-Din-mecset | 2014. augusztus 7. | forgalomban |
|        |        | 25 000 dinár | 177 x 78 mm | vörös       | kurd paraszt                               | Hammurapi törvénye                              | 2013               | forgalomban |
|        |        | 50 000 dinár | 156 x 65 mm | barna, zöld | pálmafák, Gali Ali Beg-vízesés             | halász, a Tigris és az Eufrátesz folyók térképe | 2015. november 11. | forgalomban |

### 2018-as sorozat
2018 októberében új bankjegysorozatot bocsátottak ki, amely korszerűbb lesz az előző sorozatnál.

## Külső hivatkozások
- bankjegyek képei